# Sterling Tower
Sterling Tower es un rascacielos de estilo art déco de 21 pisos ubicado en 372 Bay Street en la calle Richmond del Distrito Financiero de la ciudad de Toronto, la capital de la provincia de Ontario (Canadá). Mide 86 m y fue inaugurado en 1928

## Visión general
Diseñado por Chapman & Oxley, y terminado en 1928, el edificio fue el más alto de la ciudad durante un año, hasta la construcción del Royal York Hotel. Henry Falk, un empresario de Nueva York, fue el constructor responsable de la construcción de Sterling Tower junto con la firma local Yolles & Rotenberg. La Sterling Tower fue parte del boom de la construcción de Toronto a fines de los años 1920.

## Reconocimiento
El 18 de agosto de 1976, el Ayuntamiento de Toronto declaró la Sterling Tower propiedad patrimonial.